# Dimethylallylpyrofosfát

Mevalonátová dráha

Zjednodušené znázornění biosyntézy steroidů přes isopentenylpyrofosfát (IPP), dimethylallylfosfát (DMAPP), geranylpyrofosfát (GPP) a skvalen; některé meziprodukty nejsou zobrazeny.

Dimethylallylpyrofosfát (také nazývaný dimethylallyldifosfát nebo isoprenyldifosfát, zkráceně DMADPP nebo DMADP) je organická sloučenina, prekurzor izoprenoidů. Je součástí jak mevalonátové, tak i MEP dráhy biosyntézy prekurzorů izoprenoidů. Je izomerem isopentenylpyrofosfátu (IPP) a vyskytuje se ve všech organismech. Přeměnu IPP na DMAPP katalyzuje enzym isopentenylpyrofosfátizomeráza.
V mevalonátové dráze vzniká DMAPP z kyseliny mevalonové a v MEP dráze z HMBPP.